# 喬治·費茲傑羅
喬治·斐茲杰惹（1851年8月3日—1901年2月21日）又譯喬治·菲茨杰拉德，全名喬治·弗朗西斯·斐茲杰惹，大不列顛與愛爾蘭聯合王國的愛爾蘭裔物理學家，都柏林三一學院教授。

## 傳記

### 電磁波
喬治·斐茲杰惹於1851年8月3日在大不列顛與愛爾蘭聯合王國愛爾蘭島都柏林出生，父親威廉·斐茲杰惹（William FitzGerald）是基拉盧的主教，母親叫安妮·弗朗西斯·斯托尼（Anne Francis Stoney），舅父喬治·約翰斯頓·斯托尼（George Johnstone Stoney）是提出「電子」這術語的物理學家。
1883年，喬治·斐茲杰惹依據馬克士威方程組提出製造急速振蕩電流即可產生電磁波的儀器。1888年，海因里希·赫茲證明電磁波的存在。

### 邁克生-莫利實驗
1892年，喬治·斐茲杰惹嘗試解釋邁克生-莫立實驗：「如果物质是由带电荷的粒子组成，一根相对于以太静止的量杆的长度，将完全由量杆粒子间取得的静电平衡决定，而量杆相对于以太在运动时，量杆就会缩短，因为组成量杆的带电粒子将会产生磁场，从而改变这些粒子之间的间隔平衡。这一来，迈克耳孙-莫雷实验所使用的仪器，当它指向地球运动的方向时就会缩短，而缩短的程度正好抵消光速的减慢。」
有些人曾经试行测量喬治·斐茲杰惹提出的缩短值，但都没有成功。这类实验表明喬治·斐茲杰惹提出的缩短，在一个运动体系内是不能被处在这个运动体系内的观察者测量到的，所以他们无法判斷他们体系内的绝对速度，光学的定律和各种电磁现象是不受绝对速度的影响的。再者，動系中的短縮，乃是所有物體皆短縮，而動系中的人，是無法測量到自己短縮值的。
1904年，荷兰物理学家亨德里克·洛伦兹提出了著名的洛伦兹变换，成功解释迈克耳孙-莫雷实验的结果。

## 逝世
喬治·斐茲杰惹受消化系統問題長期困擾。1901年2月21日，在家中因潰瘍而死，終年49歲。

## 外部連結
- 約翰·J·奧康納; 埃德蒙·F·羅伯遜, ,  （英语）